# Jawor (Magura Spiska)
Jawor (słow. Javor) – szczyt na Słowacji  w grani głównej Magury Spiskiej. Znajduje się we wschodniej części  tej grani, pomiędzy Przełęczą Magurską (949 m) a Przełęczą Toporzecką (802 m). Po południowej stronie szczytu, poniżej jego wierzchołka prowadzi droga żwirowa łącząca te przełęcze. Drogą ta poprowadzono również szlak turystyczny.
Jawor ma dwa wierzchołki o wysokości około 970 m. Obydwa są zalesione, ale zachodnie stoki poniżej wierzchołka znajdującego się tuż przy Przełęczy Magurskiej są bezleśne. Od Przełęczy Magurskiej w zachodnim kierunku ciągnie się tutaj duży kompleks łąk i pastwisk. Dzięki temu jest to teren widokowy. Obydwa wierzchołki są zwornikami dla dwóch grzbietów:
- długi północno-zachodni grzbiet ze szczytami: Pálenica (983 m), Hulok (1003 m) i Končistý vrch (987 m). Grzbiet ten tworzy prawe zbocza doliny Rieki i ciągnie się aż do miejscowości Hanuszowce,
- krótki północno-wschodni grzbiet ze szczytem Smrekovica (905 m). Kończy się on w miejscowości Wielka Leśna i oddziela górne części dolin dwóch potoków: Zadný potok i Lesniansky potok.

## Szlaki turystyczne
– Przełęcz Magurska – Jawor – Przełęcz Toporzecka – Kamieniarka – Riňava – Plontana – Sovia poľana – Drużbaki Wyżne. 3.25 h
 rowerowy: Przełęcz Magurska – Przełęcz Toporzecka (fragment trasy)